# گورستان یهودیان

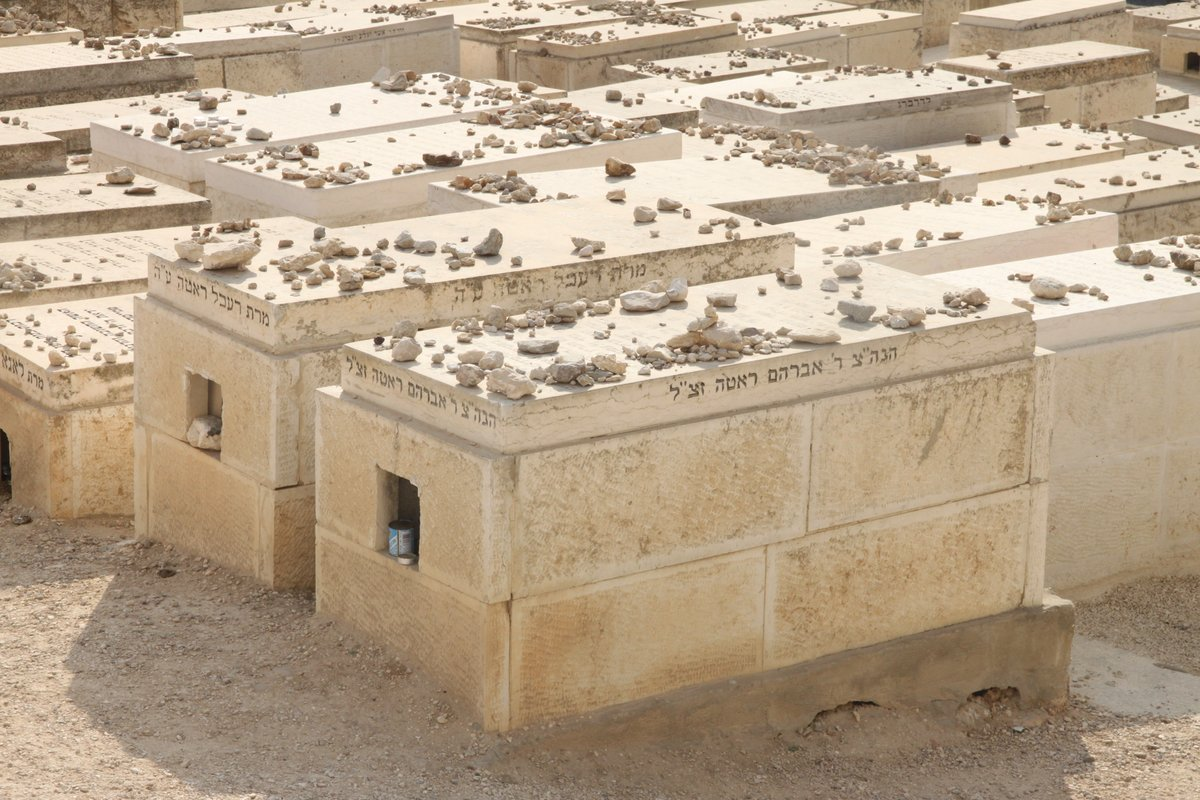
قبور یهودیان، اسرائیل

گورستان یهودیان (عبری: בית עלמין‎) گورستانی است که یهودیان طبق آداب و رسوم یهودیان در آنجا به خاک سپرده می‌شوند. در زبان عبری، از گورستانها با عناوین مختلفی نام برده می‌شود.
زمین گورستان مقدس شمرده شده و مراسم ویژه خاصی هنگام گشایش گورستان، برگزار می‌گردد. طبق سنت یهودیان، زمین‌هایی که یهودیان در آنجا به خاک سپرده می‌شوند، مکان‌های مقدسی هستند و تا ابد باید دست نخورده باقی بمانند. ایجاد و در نظر گرفتن یک قبرستان، یکی از اولویت‌های اصلی برای یک جامعه نوپای یهودی است. به‌طور معمول، گورستان یهودیان با بودجه عمومی تهیه و نگهداری می‌شود. قرار دادن سنگ روی قبور یک سنت یهودی است، که معادل رسم آوردن گل و حلقه گل برای قرار دادن روی قبور می‌باشد. گاهی از آوردن گل‌ها، ادویه جات و سرشاخه‌ها برای قرار دادن روی قبور استفاده می‌شده است ولی به خاطر اینکه در مذهب یهودیت، قرار دادن سنگ روی قبور به عنوان یک رسم خاص یهودی تلقی شده است، این رسم ارجحیت دارد.